# Totalna Porażka w trasie
Totalna Porażka w trasie (ang. Total Drama World Tour, 2010–2011) – trzeci sezon kanadyjskiego animowanego reality show Totalna Porażka. Dwoma pierwszymi sezonami są Wyspa Totalnej Porażki i Plan Totalnej Porażki.

## Opis fabuły
Osiemnastu uczestników (w tym trójka nowych postaci – Sierra, Alejandro, a potem także Blaineley) zakwalifikowało się na Totalną Porażkę w trasie. Uczestnicy są podzieleni na drużyny – Drużynę Chris jest naprawdę bardzo bardzo bardzo bardzo słodki (w skrócie CJNBBBBS), Drużynę Amazonek oraz Drużynę Zwycięzców i ponownie staną do walki o milion dolarów. Tym razem podróżują wraz z Chrisem i Szefem w starym samolocie, zwiedzając świat, biorąc udział w wyzwaniach oraz śpiewając. Na przegranych czeka Skok Wstydu. Głównym antagonistą sezonu jest Alejandro,

## Śpiewanie
W każdym odcinku, gdy zadzwoni dzwonek, a na ekranie pojawi się znaczek z nutką, uczestnicy muszą zaśpiewać jedną piosenkę. Wyjątek stanowią odcinki Podsumowania (oprócz trzeciego) i odcinek 2, gdzie śpiewane są 2 piosenki. Uczestnicy mają utrudnione zadanie, ponieważ muszą improwizować, czyli śpiewają bez prób, bez playbacku i bez przygotowania.
| Tytuł piosenki              | Odcinek                                      |
| --------------------------- | -------------------------------------------- |
|                             |                                              |
| Piosenki                    |                                              |
|                             |                                              |
| Leć z Nami Już!             | Przechadzka po Egipcie Cz. 1                 |
|                             |                                              |
| Na Miłość Czas              | Przechadzka po Egipcie Cz. 2                 |
| Płyniemy Tam                | Przechadzka po Egipcie Cz. 2                 |
|                             |                                              |
| Nim Umrze Się               | Zakręcony czas w Japonii                     |
|                             |                                              |
| Trzyma Ją Słup              | Mróz w Yukonie, nie mogło być lepiej!        |
|                             |                                              |
| Czego Tu Nie Da Kochać Się? | Ukochany Broadway                            |
|                             |                                              |
| Boski Urok Masz             | Podsumowanie: Łza końca problemów Bridgette  |
| Jest mi przykro             | Podsumowanie: Łza końca problemów Bridgette  |
|                             |                                              |
| Eine Kleine                 | Spoliczkowana rewolucja                      |
|                             |                                              |
| Cygański rap                | Wyścig w Amazonii                            |
|                             |                                              |
| Kocham Paryż                | Spadam w Louvrze i zero pomocy               |
|                             |                                              |
| Morska Szanta               | Nowe dzieci Rocka                            |
|                             |                                              |
| O, Izzy !                   | Moja upalna Jamajka                          |
|                             |                                              |
| Ocalcie tę Totalną Porażkę! | Podsumowanie: Ratunek przez telefon          |
| Siostrzyczki                | Podsumowanie: Ratunek przez telefon          |
|                             |                                              |
| W Londynie                  | Gdy widzę Londyn to...                       |
|                             |                                              |
| Wiem, o czym ty myślisz     | Greckie ruiny                                |
|                             |                                              |
| Kradnie chłopców            | Z Archiwum 52                                |
|                             |                                              |
| Owce trzeba strzyc          | Piknik pod Wiszącą Skałą                     |
|                             |                                              |
| Twarz Gwen                  | Kapitan Owen                                 |
|                             |                                              |
| Jej imię to nie Blaineley   | Podsumowanie: Po bólu!                       |
|                             |                                              |
| Blainestyczna               | Bitwa nad Niagarą                            |
|                             |                                              |
| Lekcja chińskiego           | Chińska bujda                                |
|                             |                                              |
| Zbudź się!                  | Społeczeństwo Kłamiącej Afryki               |
|                             |                                              |
| Kondor                      | Rapa Phooey!                                 |
|                             |                                              |
| Tak ta gra się zakończy     | Dziwne przypadki                             |
|                             |                                              |
| Komu pomożecie ?            | Podsumowanie: Hawajski Styl                  |
| W hawajskim stylu           | Podsumowanie: Hawajski Styl                  |
|                             |                                              |
| Musi się udać!              | Samoloty, pociągi, gorące telefony komórkowe |
|                             |                                              |
| Versus                      | Aloha, finał!                                |
|                             |                                              |

## Uczestnicy
| Pozycja | Uczestnik | Drużyna     | Status I                                            | Status II                                               | Etap        |
| ------- | --------- | ----------- | --------------------------------------------------- | ------------------------------------------------------- | ----------- |
| Powrót  | Duncan    | Bez drużyny | Debiut Odcinek 1 "Przechadzka po Egipcie – Część 1" | Rezygnacja Odcinek 1 "Przechadzka po Egipcie – Część 1" | Brak Drużyn |
| 18      | Ezekiel   | Zwycięzców  | Debiut Odcinek 1 "Przechadzka po Egipcie – Część 1" | Eliminacja Odcinek 2 "Przechadzka po Egipcie – Część 2" | Drużyna     |
| 17      | Harold    | Zwycięzców  | Debiut Odcinek 1 "Przechadzka po Egipcie – Część 1" | Rezygnacja Odcinek 3 "Zakręcony czas w Japonii (...)"   | Drużyna     |
| 16      | Bridgette | Zwycięzców  | Debiut Odcinek 1 "Przechadzka po Egipcie – Część 1" | Eliminacja Odcinek 4 "Mróz w Yukonie, (...)"            | Drużyna     |
| 15      | Leshawna  | Zwycięzców  | Debiut Odcinek 1 "Przechadzka po Egipcie – Część 1" | Eliminacja Odcinek 7 "Spoliczkowana Rewolucja"          | Drużyna     |
| 14      | Lindsay   | Zwycięzców  | Debiut Odcinek 1 "Przechadzka po Egipcie – Część 1" | Eliminacja Odcinek 9 "Spadam w Louvrze i zero pomocy"   | Drużyna     |
| 13      | Izzy      | CJNBBBBS    | Debiut Odcinek 1 "Przechadzka po Egipcie – Część 1" | Rezygnacja Odcinek 11 "Moja Upalna Jamajka"             | Drużyna     |
| 12      | DJ        | Zwycięzców  | Debiut Odcinek 1 "Przechadzka po Egipcie – Część 1" | Eliminacja Odcinek 11 "Moja Upalna Jamajka"             | Drużyna     |
| 11      | Noah      | CJNBBBBS    | Debiut Odcinek 1 "Przechadzka po Egipcie – Część 1" | Eliminacja Odcinek 13 "Gdy widzę Londyn to..."          | Drużyna     |
| 10      | Tyler     | CJNBBBBS    | Debiut Odcinek 1 "Przechadzka po Egipcie – Część 1" | Eliminacja Odcinek 15 "Z Archiwum 52"                   | Drużyna     |
| 9       | Gwen      | Amazonek    | Debiut Odcinek 1 "Przechadzka po Egipcie – Część 1" | Eliminacja Odcinek 16 "Piknik pod Wiszącą Skałą"        | Drużyna     |
| 8       | Owen      | CJNBBBBS    | Debiut Odcinek 1 "Przechadzka po Egipcie – Część 1" | Eliminacja Odcinek 19 "Bitwa nad Niagarą"               | Bez Drużyny |
| 7       | Courtney  | Amazonek    | Debiut Odcinek 1 "Przechadzka po Egipcie – Część 1" | Eliminacja Odcinek 20 "Chińska Bujda"                   | Bez Drużyny |
| 6       | Blaineley | Bez drużyny | Debiut Odcinek 19 "Bitwa nad Niagarą"               | Eliminacja Odcinek 20 "Chińska Bujda"                   | Bez Drużyny |
| 5       | Duncan    | CJNBBBBS    | Powrót Odcinek 13 "Gdy widzę Londyn to..."          | Eliminacja Odcinek 21 "Społeczeństwo Kłamiącej Afryki"  | Bez Drużyny |
| 4       | Sierra    | Amazonek    | Debiut Odcinek 1 "Przechadzka po Egipcie – Część 1" | Dyskwalifikacja Odcinek 23 "Dziwne Przypadki"           | Bez Drużyny |
| 3       | Cody      | Amazonek    | Debiut Odcinek 1 "Przechadzka po Egipcie – Część 1" | Eliminacja Odcinek 26 "Aloha, Finał!"                   | Bez Drużyny |
| 2       | Heather   | Amazonek    | Debiut Odcinek 1 "Przechadzka po Egipcie – Część 1" | Finalista Odcinek 26 "Aloha, Finał!"                    | Bez Drużyny |
| 1       | Alejandro | CJNBBBBS    | Debiut Odcinek 1 "Przechadzka po Egipcie – Część 1" | Wygrana Odcinek 26 "Aloha, Finał"                       | Bez Drużyny |

## Odcinki
- Premiera w Kanadzie – 10 czerwca 2010
- Premiera w USA – 21 czerwca 2010
- Premiera w Polsce – 9 września 2010

### Spis odcinków
| Premiera odcinka w Polsce | N/o | Tytuł Polski                                 | Tytuł Angielski                          |
| ------------------------- | --- | -------------------------------------------- | ---------------------------------------- |
|                           |     |                                              |                                          |
| SERIA TRZECIA             |     |                                              |                                          |
|                           |     |                                              |                                          |
| 09.09.2010                | 01  | Przechadzka po Egipcie                       | Walk Like An Egyptian                    |
|                           |     | Przechadzka po Egipcie                       | Walk Like An Egyptian                    |
| 16.09.2010                | 02  | Przechadzka po Egipcie                       | Walk Like An Egyptian                    |
|                           |     |                                              |                                          |
| 23.09.2010                | 03  | Zakręcony czas w Japonii                     | Super Crazy Happy Fun Time in Japan      |
|                           |     |                                              |                                          |
| 30.09.2010                | 04  | Mróz w Yukonie, nie mogło być lepiej!        | Anything Yukon Do, I Can Do Better       |
|                           |     |                                              |                                          |
| 07.10.2010                | 05  | Ukochany Broadway                            | Broadway, Baby                           |
|                           |     |                                              |                                          |
| 14.10.2010                | 06  | Podsumowanie: Łza Końca Problemów Bridgette  | Aftermath: Bridgette Over Troubled Water |
|                           |     |                                              |                                          |
| 21.10.2010                | 07  | Spoliczkowana Rewolucja                      | Slap Slap Revolution                     |
|                           |     |                                              |                                          |
| 28.10.2010                | 08  | Wyścig w Amazonii                            | The Am-AH-zon Race                       |
|                           |     |                                              |                                          |
| 04.11.2010                | 09  | Spadam w Louvrze i zero pomocy               | Can't Help Falling in Louvre             |
|                           |     |                                              |                                          |
| 11.11.2010                | 10  | Nowe dzieci Rocka                            | Newf Kids on the Rock                    |
|                           |     |                                              |                                          |
| 18.11.2010                | 11  | Moja Upalna Jamajka!                         | Jamaica Me Sweat                         |
|                           |     |                                              |                                          |
| 25.11.2010                | 12  | Podsumowanie: Ratunek przez Telefon          | Aftermath: Revenge of the Telethon       |
|                           |     |                                              |                                          |
| 02.12.2010                | 13  | Gdy widzę Londyn to...                       | I See London...                          |
|                           |     |                                              |                                          |
| 09.12.2010                | 14  | Greckie Ruiny                                | Greece's Pieces                          |
|                           |     |                                              |                                          |
| 16.12.2010                | 15  | Z Archiwum 52                                | The EX-Files                             |
|                           |     |                                              |                                          |
| 23.12.2010                | 16  | Piknik pod Wiszącą Skałą                     | Picnic at Hanging Dork                   |
|                           |     |                                              |                                          |
| 30.12.2010                | 17  | Kapitan Owen                                 | Sweden Sour                              |
|                           |     |                                              |                                          |
| 06.01.2011                | 18  | Podsumowanie: Po Bólu!                       | Aftermath Aftermayhem                    |
|                           |     |                                              |                                          |
| 13.01.2011                | 19  | Bitwa nad Niagarą                            | Niagra Brawls                            |
|                           |     |                                              |                                          |
| 20.01.2011                | 20  | Chińska Bujda                                | Chinese Fake-Out                         |
|                           |     |                                              |                                          |
| 27.01.2011                | 21  | Społeczeństwo Kłamiącej Afryki               | African Lying Society                    |
|                           |     |                                              |                                          |
| 03.02.2011                | 22  | Rapa Phooey!                                 | Rapa Phooey!                             |
|                           |     |                                              |                                          |
| 10.02.2011                | 23  | Dziwne Przypadki                             | Awwwwww, Drumheller                      |
|                           |     |                                              |                                          |
| 17.02.2011                | 24  | Podsumowanie: Hawajski Styl                  | Hawaiian Style                           |
|                           |     |                                              |                                          |
| 24.02.2011                | 25  | Samoloty, Pociągi, Gorące Telefony Komórkowe | Planes, Trains, Hot Air Mobiles          |
|                           |     |                                              |                                          |
| 03.03.2011                | 26  | Aloha, Finał!                                | Hawaiian Punch / Aloha! Finale!          |
|                           |     |                                              |                                          |

- Odcinek "Aloha, Finał!" w Stanach Zjednoczonych jest dwuczęściowy ze względu na dwa wyzwania.